# Christian Single
Christian Single (* 24. Mai 1816 in Stuttgart; † 1. September 1869 ebenda) war ein deutscher Winzer, Weinbaufachmann und Gründungsdirektor der Weinbauschule Weinsberg.

## Leben und Werk
Single wurde 1816 in eine alte Weingärtnerfamilie in Stuttgart hineingeboren. Er wuchs auch in dieser Stadt auf.
1843 war Single Mitgründer des Weingärtner-Gesangvereins Urbania in Stuttgart und 1848 Mitbegründer des Güterbesitzvereins Stuttgart. Ab 1854 war er erster Vorsitzender des letztgenannten Vereines und dort auch zuständig für den Versuchsweinberg. Von 1851 bis 1869 war Single Gemeinderat in Stuttgart. Er war zudem Mitglied des Landwirtschaftlichen Bezirksvereins und Ausschussmitglied für die Gesellschaft für die Weinverbesserung in Württemberg.
1852 führte Single weinbauliche Informationsreisen an Rhein und Mosel durch. Danach wirkte er zunächst als Wanderlehrer für die Weinbaubezirke in Württemberg. Er führte weitere Fachreisen in die Südwestschweiz und das Genfer-See Gebiet (1857), nach Tirol und Österreich (1859), an den Rhein und den Bodensee (1860, 1862) sowie nach Erfurt (1863) durch.
1862 wurde er zum Sachverständigen und Beirat für Weinbau in die Königliche Centralstelle für Landwirtschaft in Württemberg berufen. Im April 1866 wurde Single Gründungsdirektor der Königlich-Württembergischen Weinbauschule in Weinsberg. Zunächst führte er vorbereitende Aufbauarbeiten durch, ehe dann im Februar 1868 die Württembergische Weinbauschule ihre Pforten für den Lehr- und Forschungsbetrieb öffnete.
Single hatte 1860 das Werk „Abbildungen der vorzüglichsten und hauptsächlichsten Traubensorten Württembergs“ veröffentlicht. Insgesamt hat Single sich große Verdienste um Pflege und Hebung des Weinbaus und die Rebenzüchtung in Württemberg erworben.

## Veröffentlichungen
- Christian Single: Abbildungen der vorzüglichsten und hauptsächlichsten Traubensorten Württembergs. Ebner & Seubert, Stuttgart 1860 (Vollversion in der Google-Buchsuche).